# Тавър (консул 428 г.)
Вижте пояснителната страница за други личности с името Тавър.
Флавий Тавър (на латински: Flavius Taurus; † 449 г.) е политик на Източната Римска империя през 5 век.

## Биография
Тавър е син на Флавий Аврелиан (консул 400 г.), внук на Флавий Тавър (консул 361 г.) и племенник на Флавий Евтихиан (консул 398 г.). Баща е на Тавър Клементин Армоний Клементин (консул 513 г.).
През 428 г. Тавър е консул на Изток, на Запад колега му е Феликс. Той е преториански префект за Изтока през 433 – 434 и през 445 г.